# Biserica de lemn din Moșteni, Vâlcea

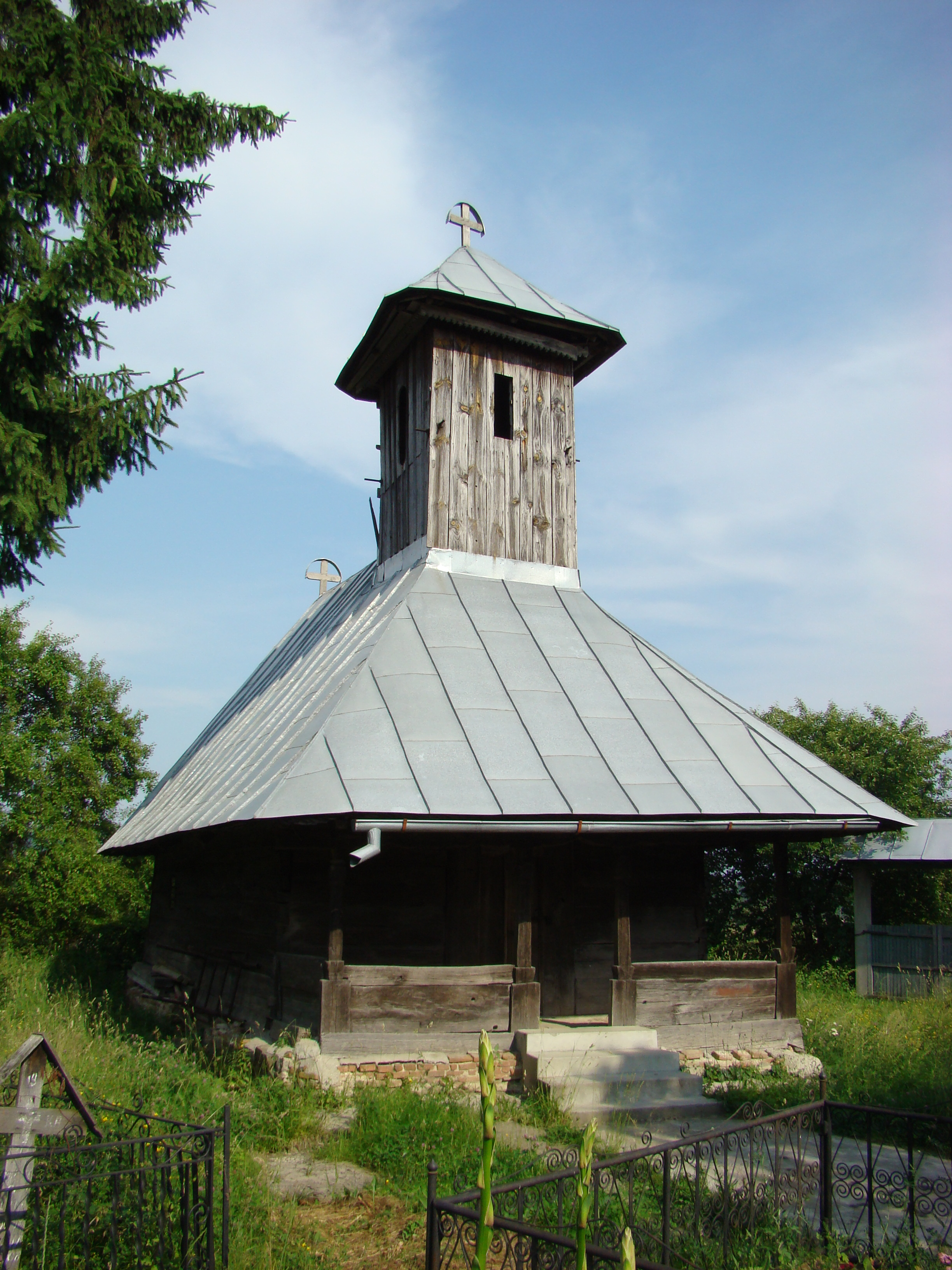
Biserica de lemn „Sfântul Nicolae” din Moşteni, foto: iunie 2010.

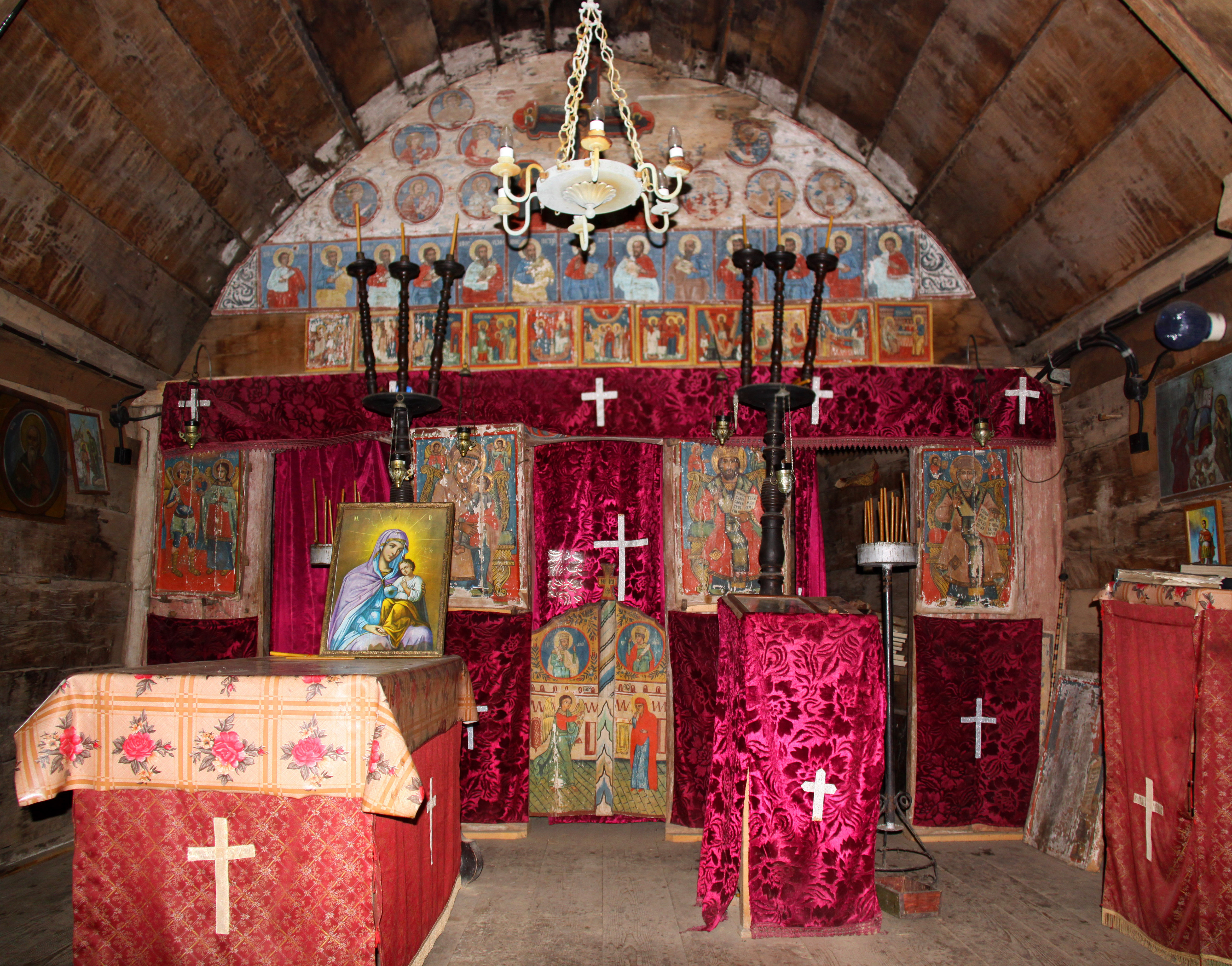
Interiorul naosului, iconostasul. Foto: aprilie 2010.

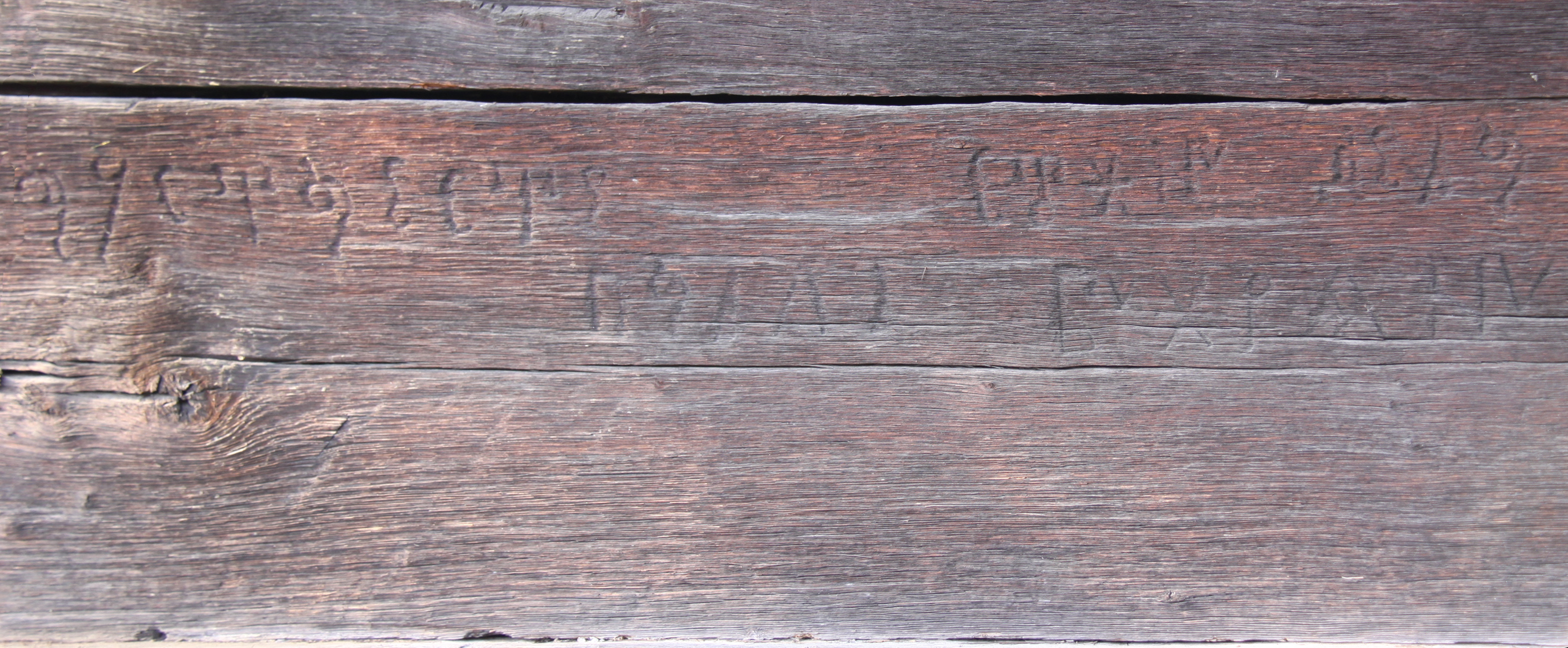
„Acesta este stă[n]jenu de la Craiova de opt palme, Bujorianu”. Inscripţie cu măsura palmei, cel mai probabil folosită la confecţionarea stânjenului cu care s-a măsurat hotarul satului, săpată în peretele de miazăzi al bisericii. Foto: aprilie 2010.

Biserica de lemn din Moșteni, se află în localitatea Moșteni, comuna Frâncești, județul Vâlcea, este datată de o inscripție din anul 7284 al erei bizantine, anii 1775-76 ai erei noastre. Are hramul „Sfântul Nicolae”. Biserica se remarcă prin structura bine păstrată, pictura iconostasului și câteva inscripții scobite în lemnele pereților. Dintre aceste inscripții se remarcă în mod excepțional, prin raritatea ei și valoarea documentară, cea însemnată pe peretele de miazăzi, unde apare etalonul palmei cu care s-a confecționat un stânjen, măsură folosită la măsuratul hotarelor de sat. Biserica se află pe noua listă a monumentelor istorice sub codul LMI:  VL-II-m-B-09817.

## Istoric
Vechimea bisericii este stabilită de o inscripție de pe peretele de la intrare unde apare scobit anul erei bizantine 7284, care corespunde anilor 1775-76 ai erei noastre. Inscripția este hieratică și greu lizibilă: „S[ă] [s]e știe că sau început acest dum[ne]z[ăe]sc lăcaș de robii lui D[u]m[n]ez[eu] Gherghi, Dum[itru]; i-au încredințatu de au făcutu acestu dumnăză[esc] lăcaș, ca să le fie de pomenire în veci; leat 7284”. Această inscripție diferă de însemnarea atentă, într-o grafică frumoasă, a meșterilor de la pomelnicul proscomidiei, din încăperea altarului: „Meșter Balea, Matei, Costandin”. Aceași echipă de meșteri au ridicat, cu doi ani mai devreme, și biserica din Bălțățeni, aflată la deal pe valea Bistriței.
Ceva mai târziu trebuie să fie pomelnicul pictat de pe același perete, unde, în dreptul celor morți, apar numele: „morți: Badea, Costandina, Floaria, Gheorghie, Costandin, Măria, Costandin, Ioan, Grigorie, Stanca, Costandin; Mihai erodiacon, Păuna erodiaconeasa, Gheorghie ereu, Ioan, Gheorghie, Ioan, Zmăranda, Mărgărita; morți: Matei ereu, Bucura erița, Dumitru, Stanca erița.”. Acest pomelnic nedatat este dublat și de un pomelnic alăturat al ctitorilor vii, aproape în întregime șters, și care trebuie să fi surprins momentul pictării iconostaslui: „Ivan ereu, Dumitrana ereița, ... Dobrița ereița, ... Manole ...”. Ivan ereu este menționat într-o catagrafie de la 1834 sub numele de Ivan Popescu, fiind antecesorul preotului Matei, care servea atunci în biserică. Pe clopotul bisericii a fost citit următoarea inscripție: „Anul 1803. L-au făcut de pomenire Radu Venea, Ilinca, Radu, Alixandru Venea, Bucur”. Dacă aceste inscripții surprind în mod tradițional momentele și autorii actelor de ctitorie, rămâne de remarcat o inscripție pe peretele de miazăzi care păstrează însemnarea: „Acesta este stă[n]jenu de la Craiova de opt palme, Bujorianu”. Semnificația ei este una documentară, surprinzând dimensiunea palmei boierului Bujoreanu, după care s-a confecționat stânjenul de Craiova folosit la măsuratul hotarului satului, conform obiceiului țării.

## Imagini exterior

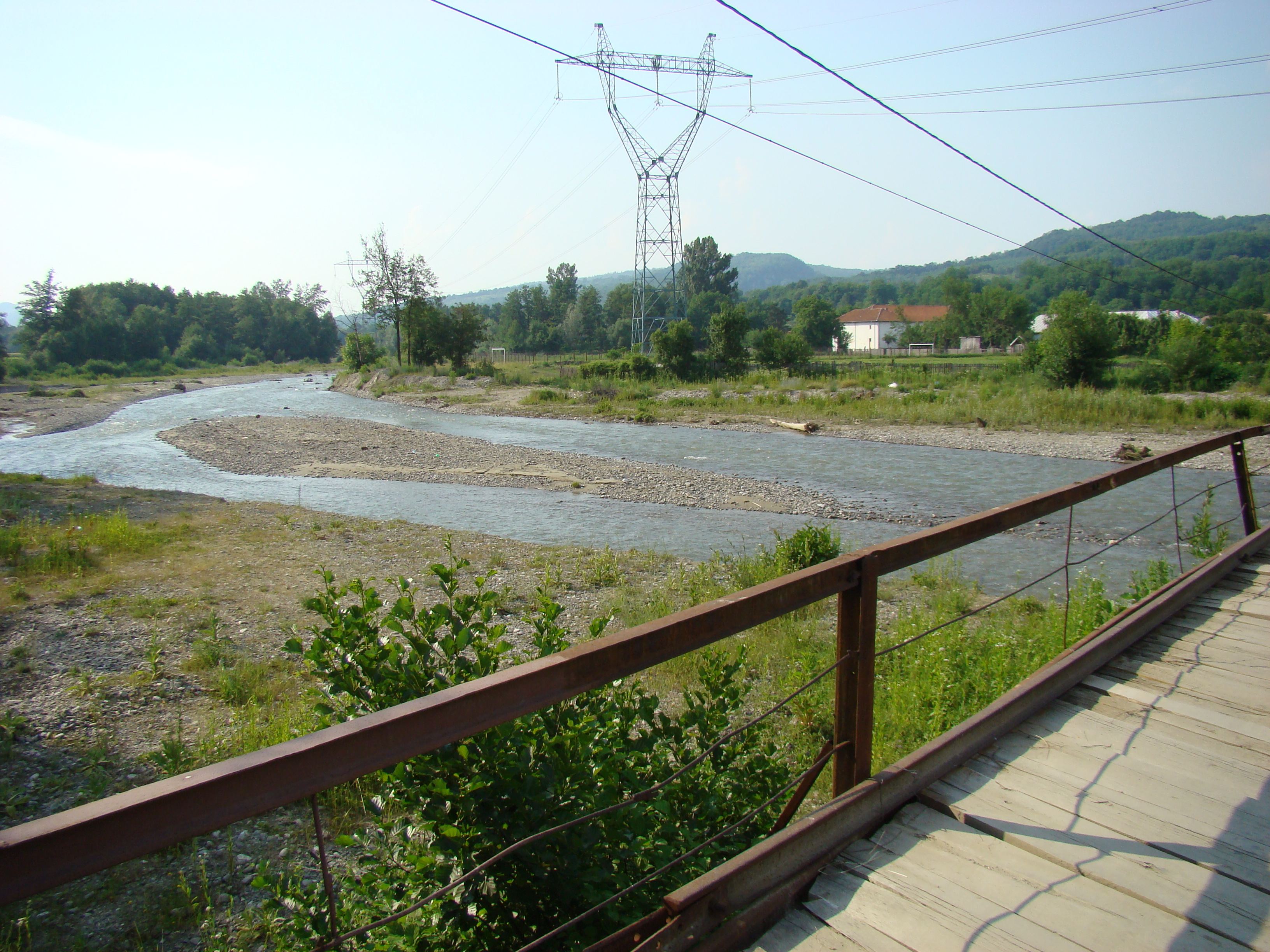
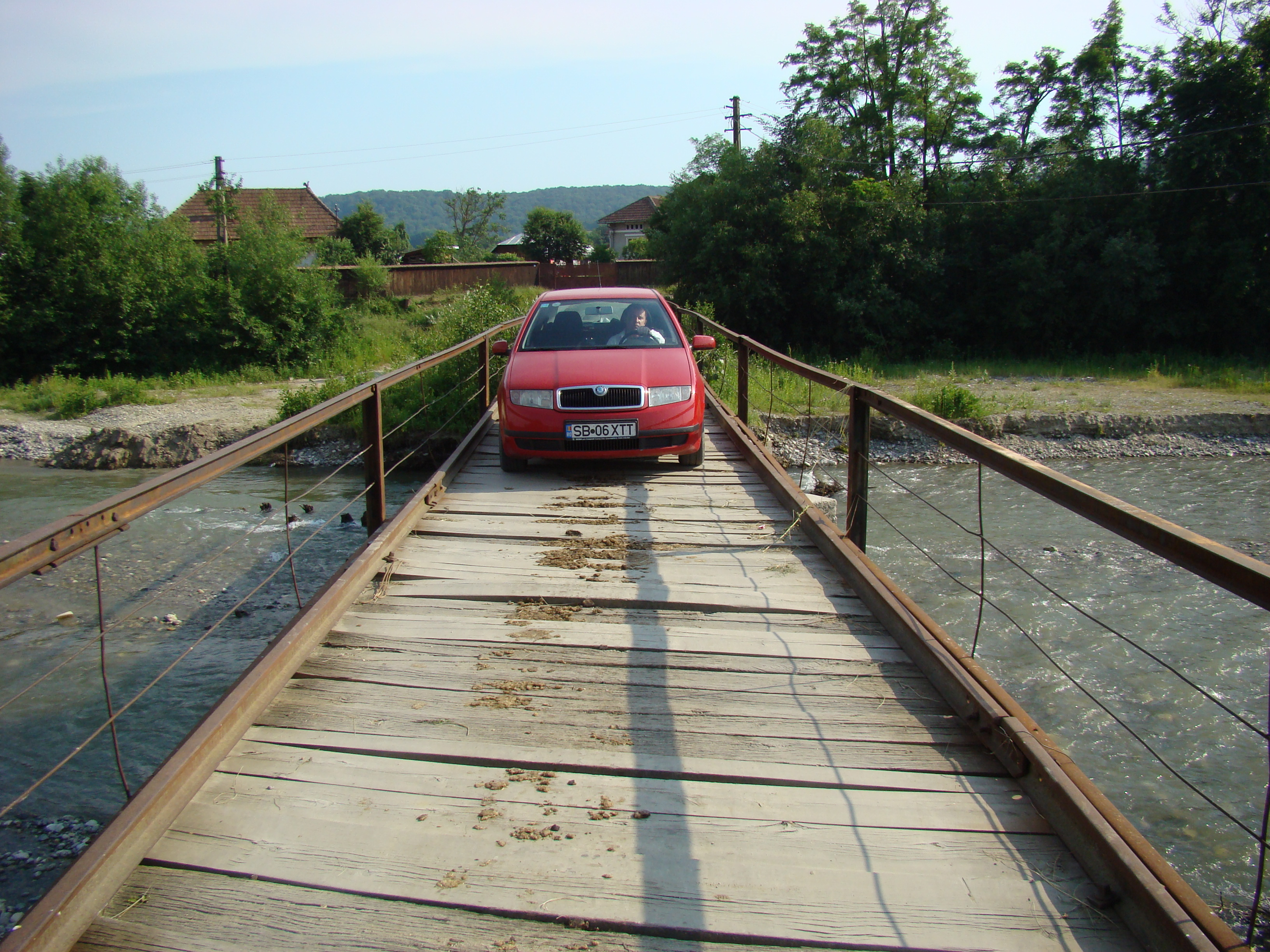
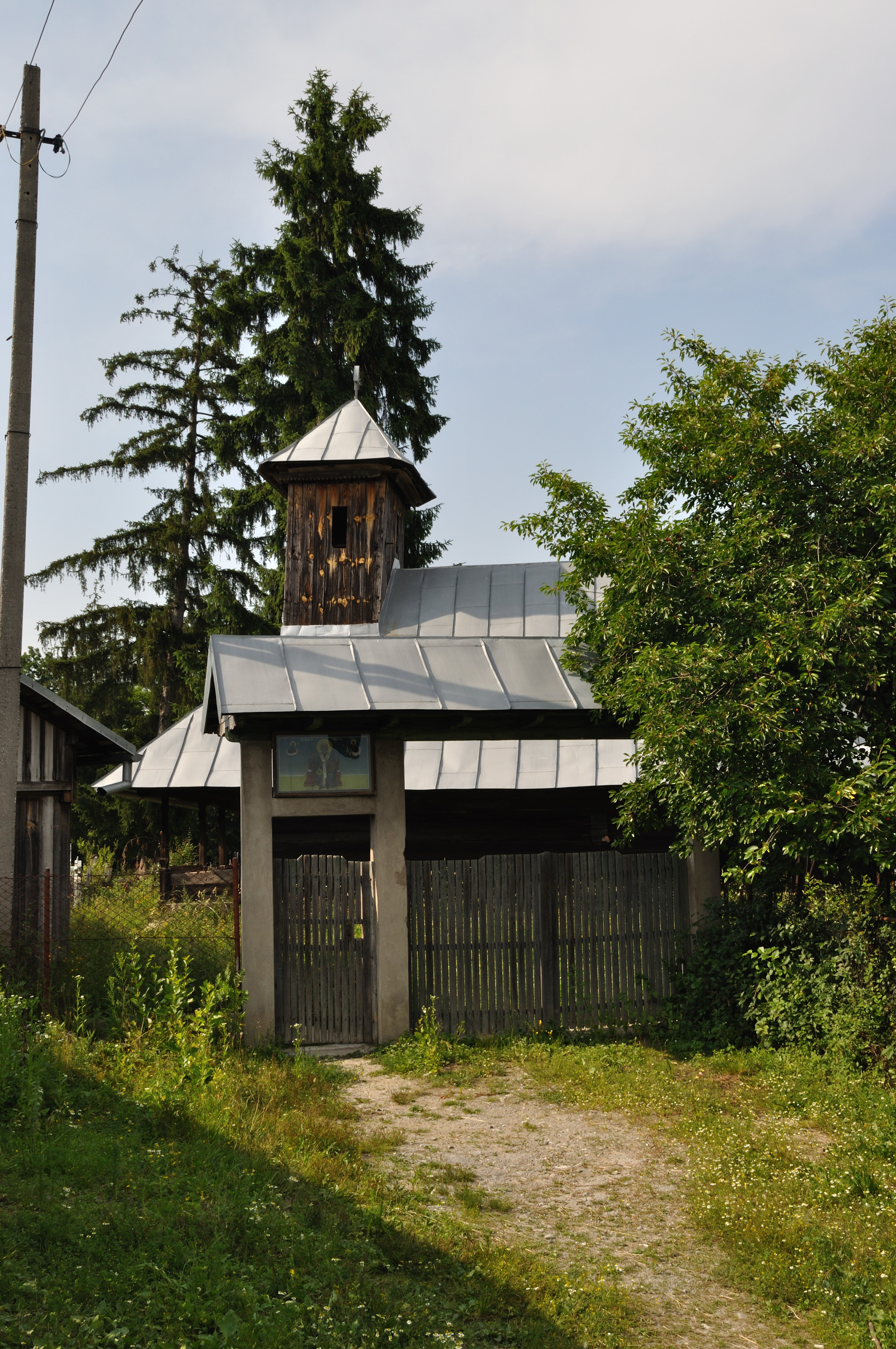
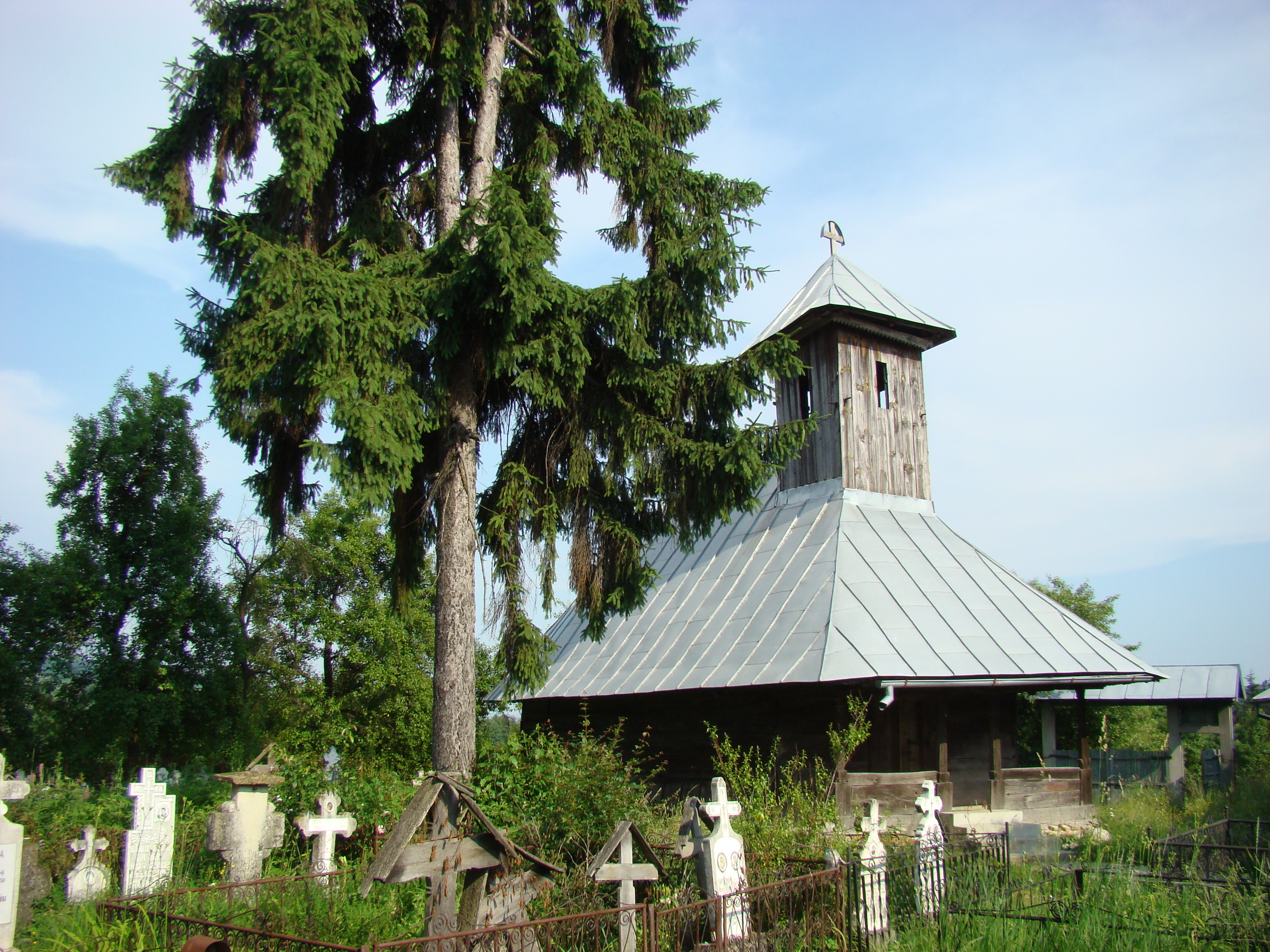
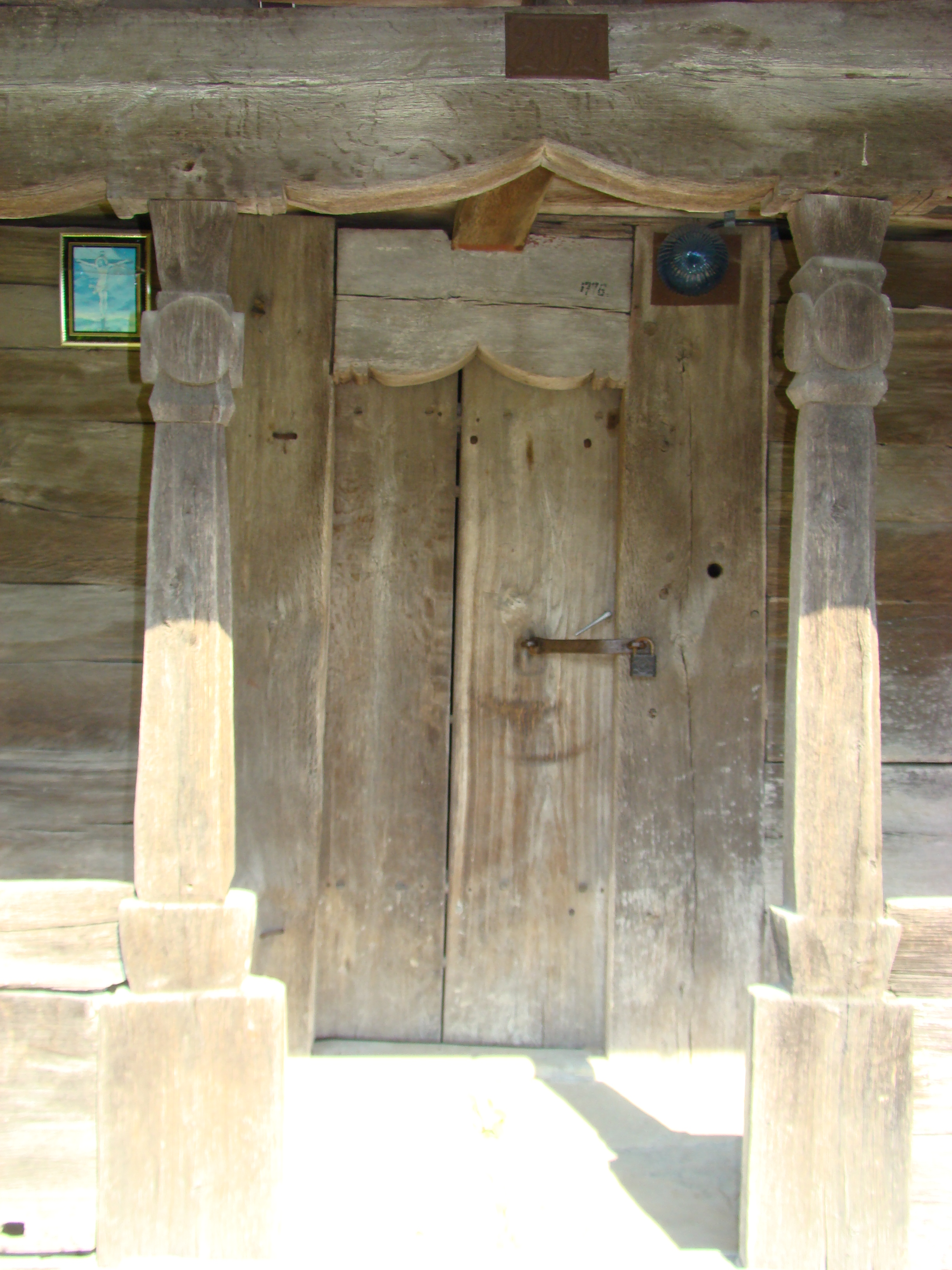
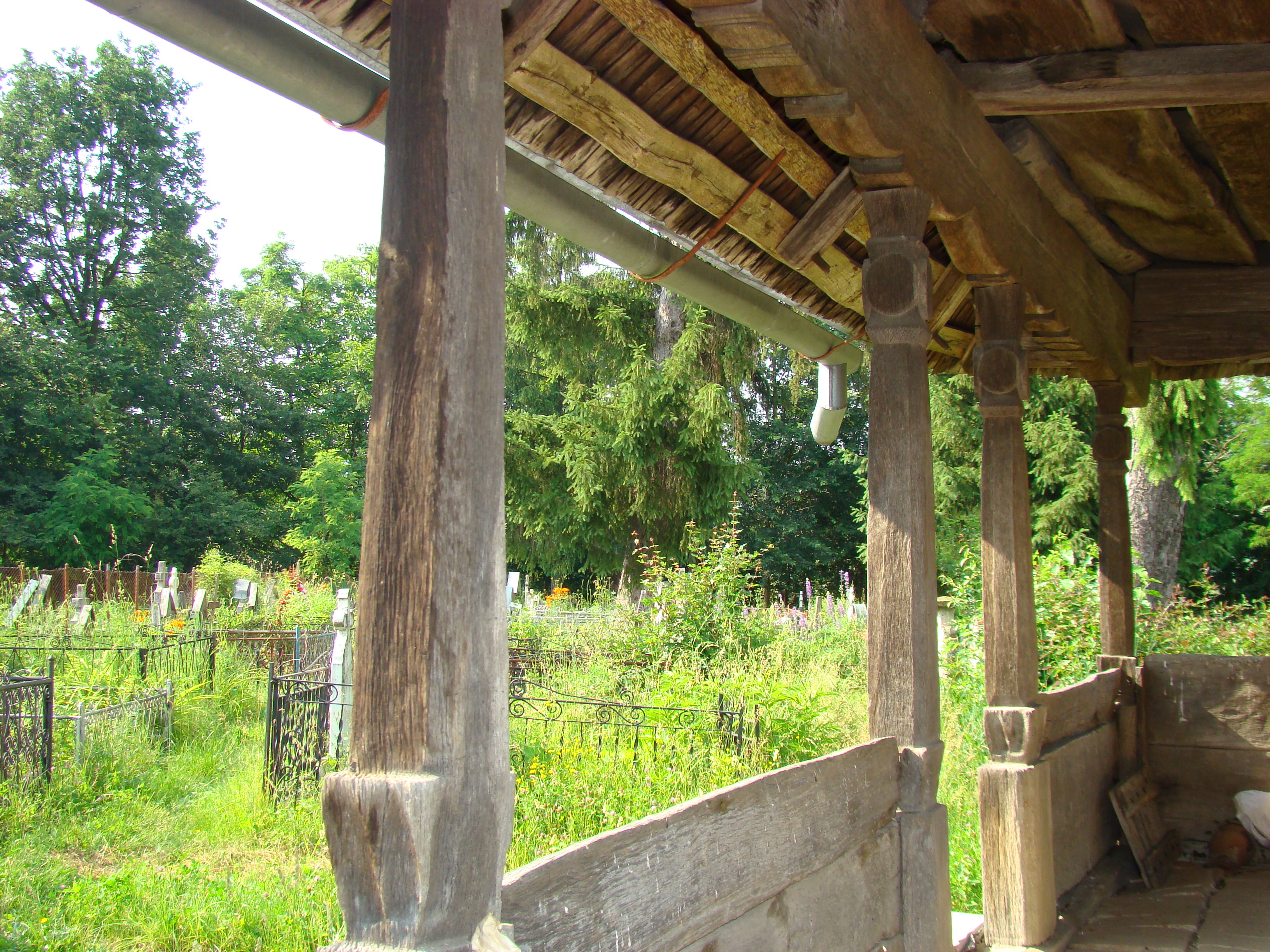
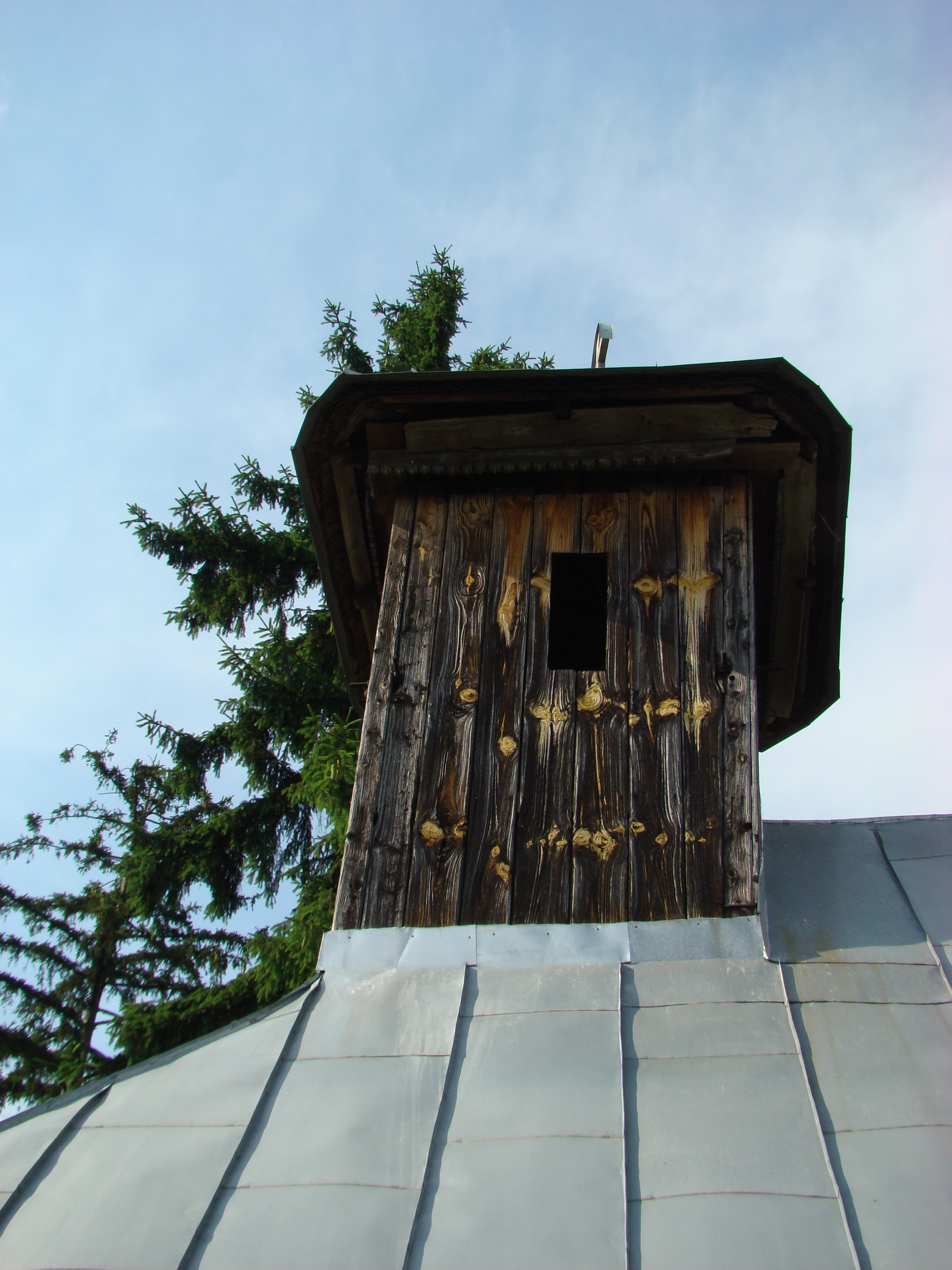
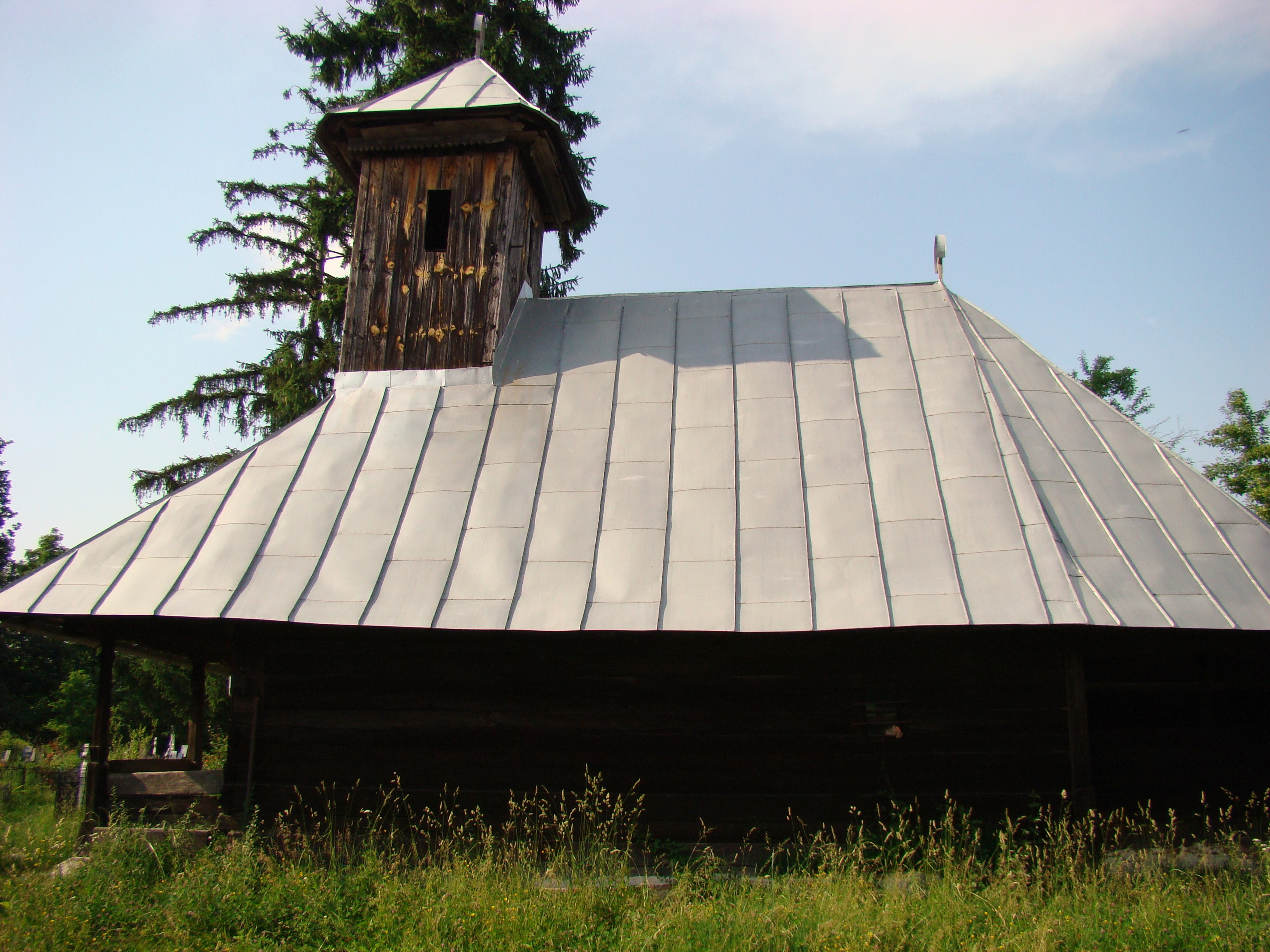
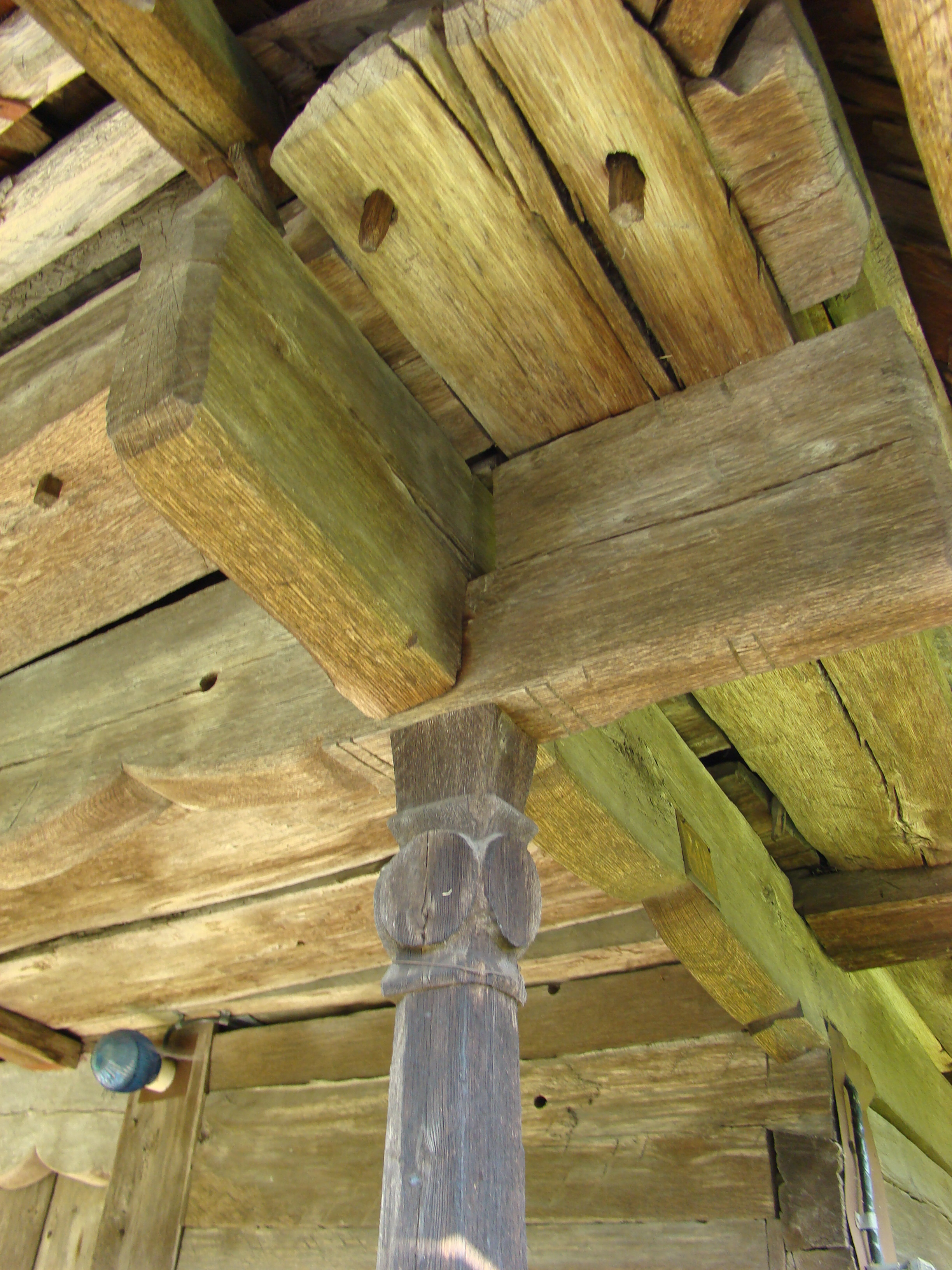
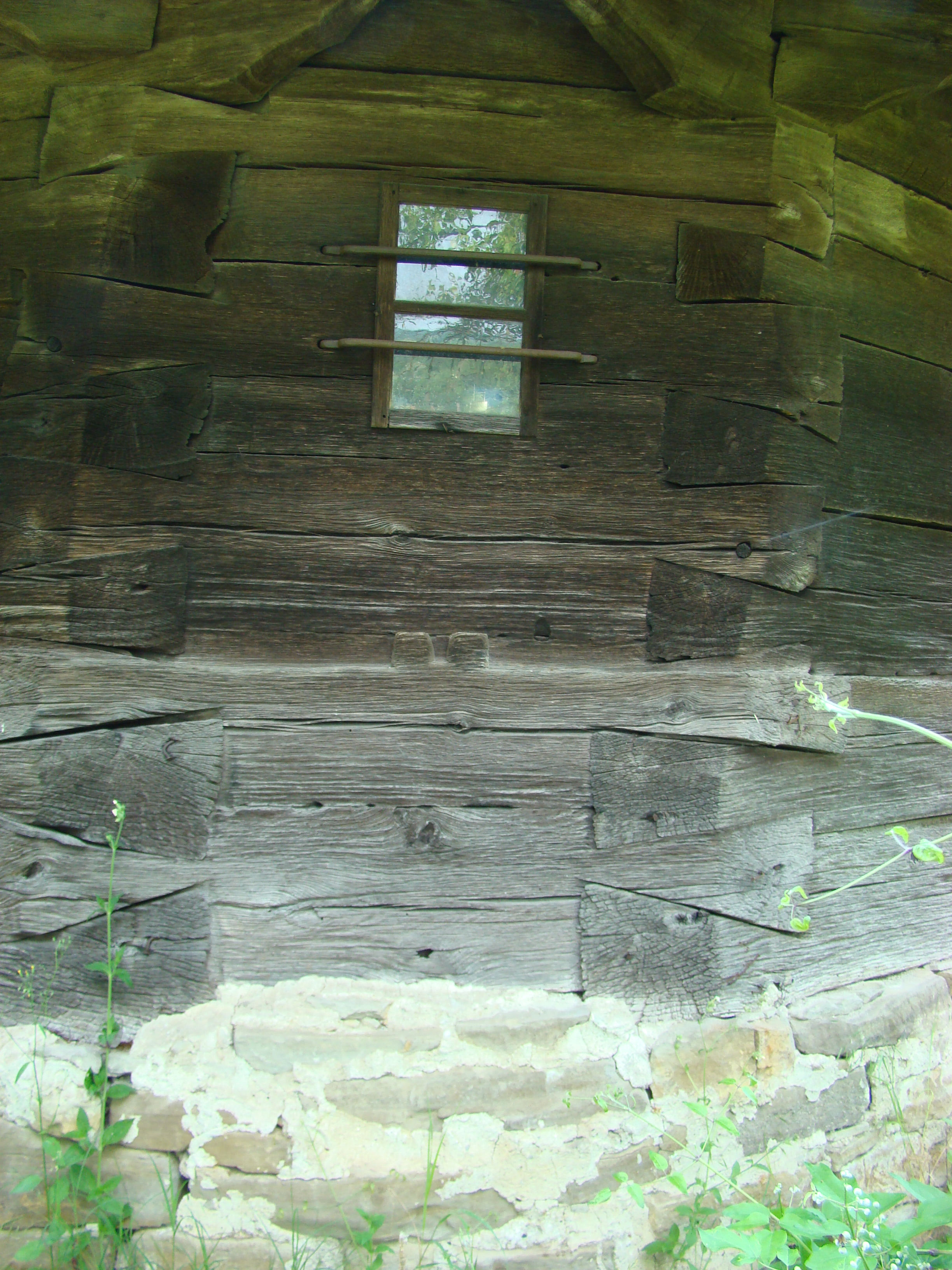
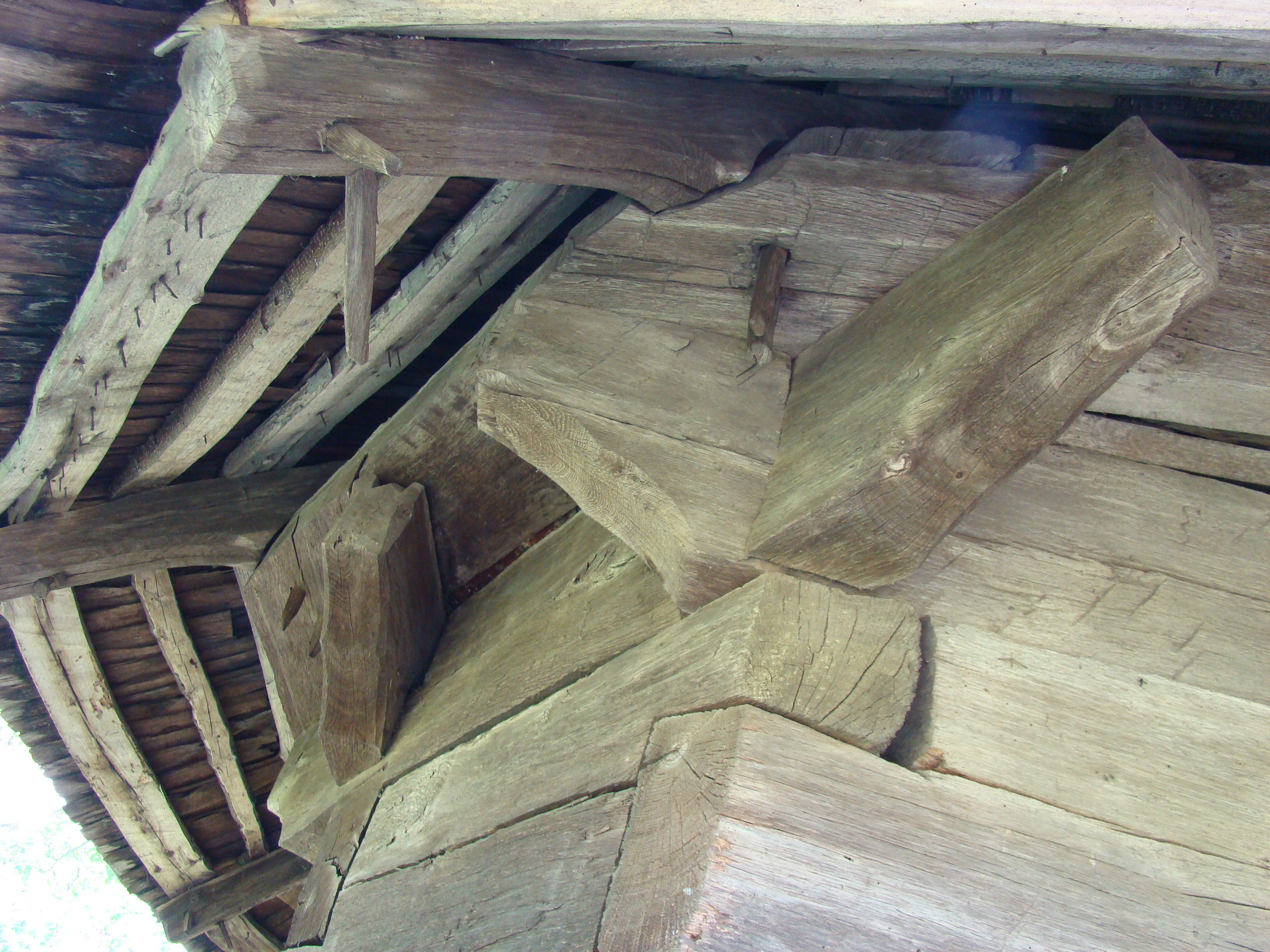
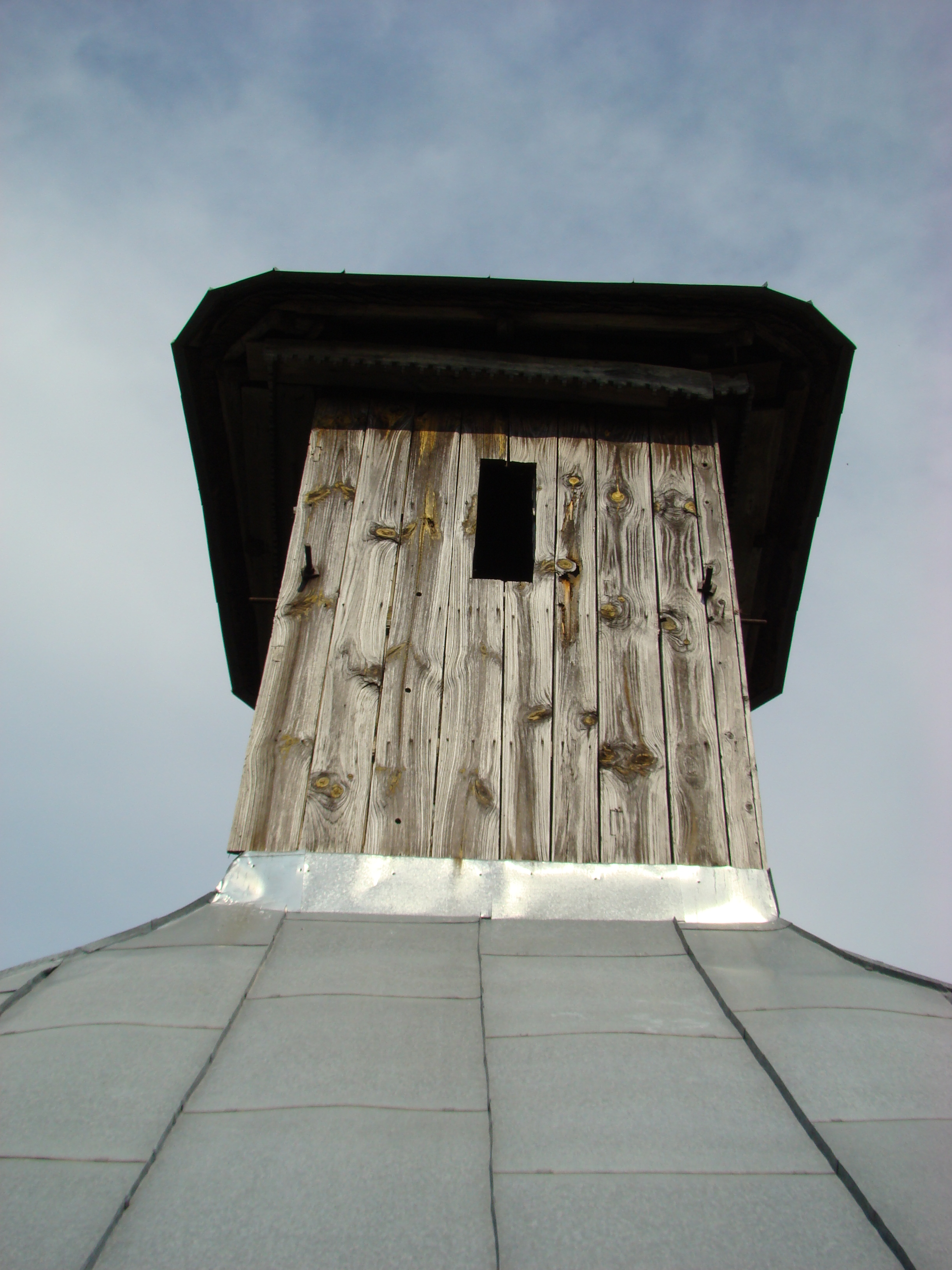
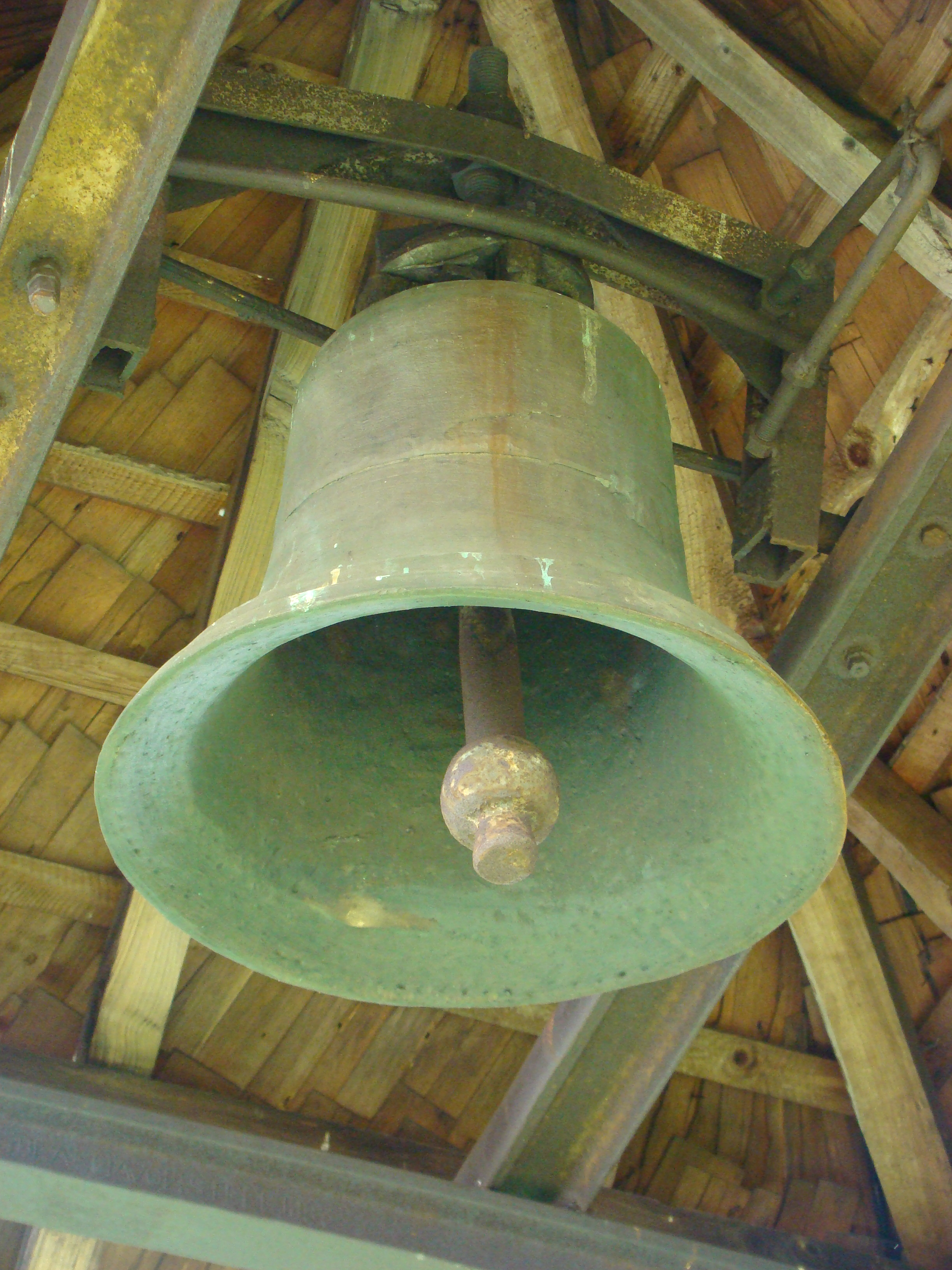
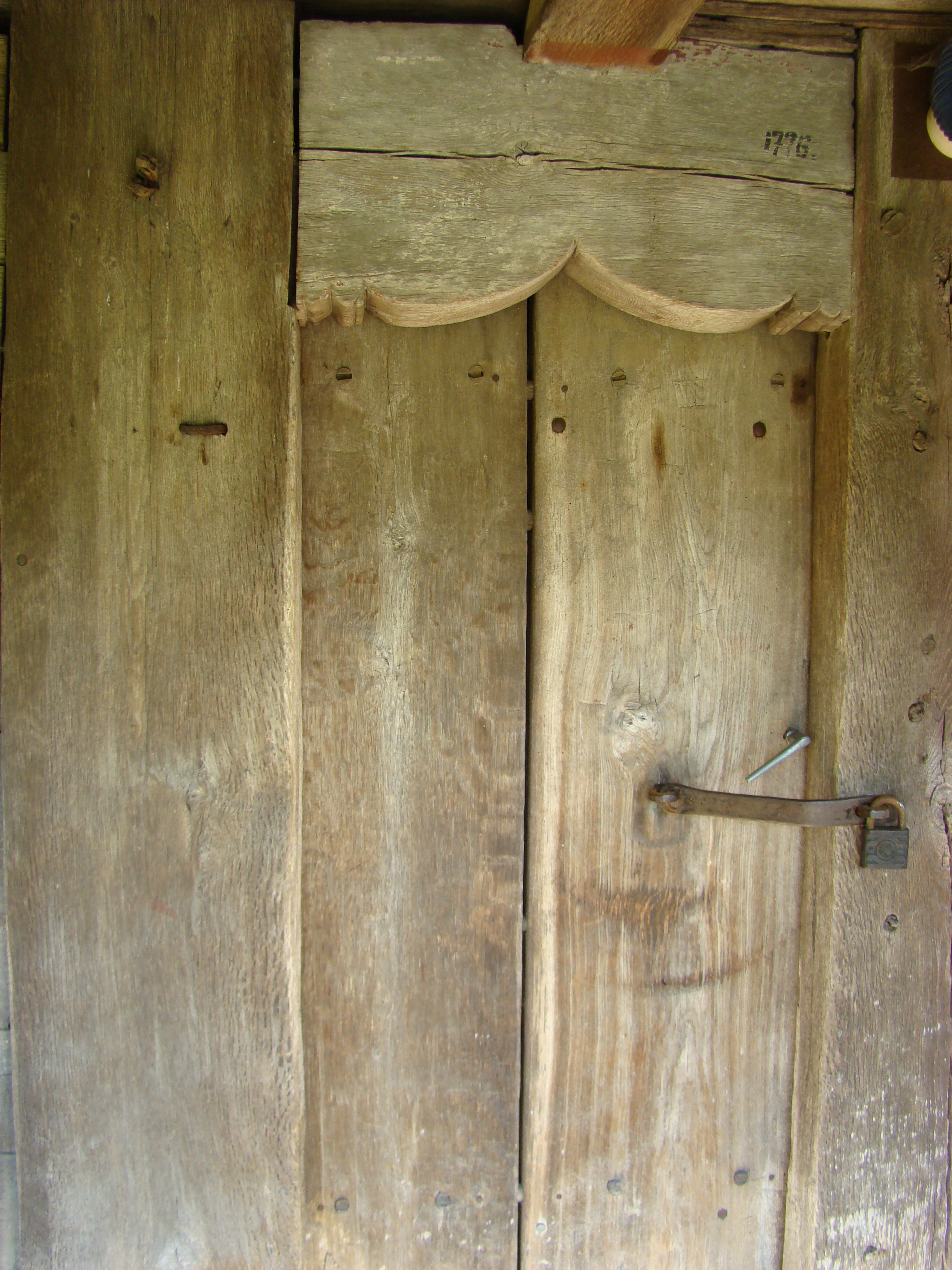
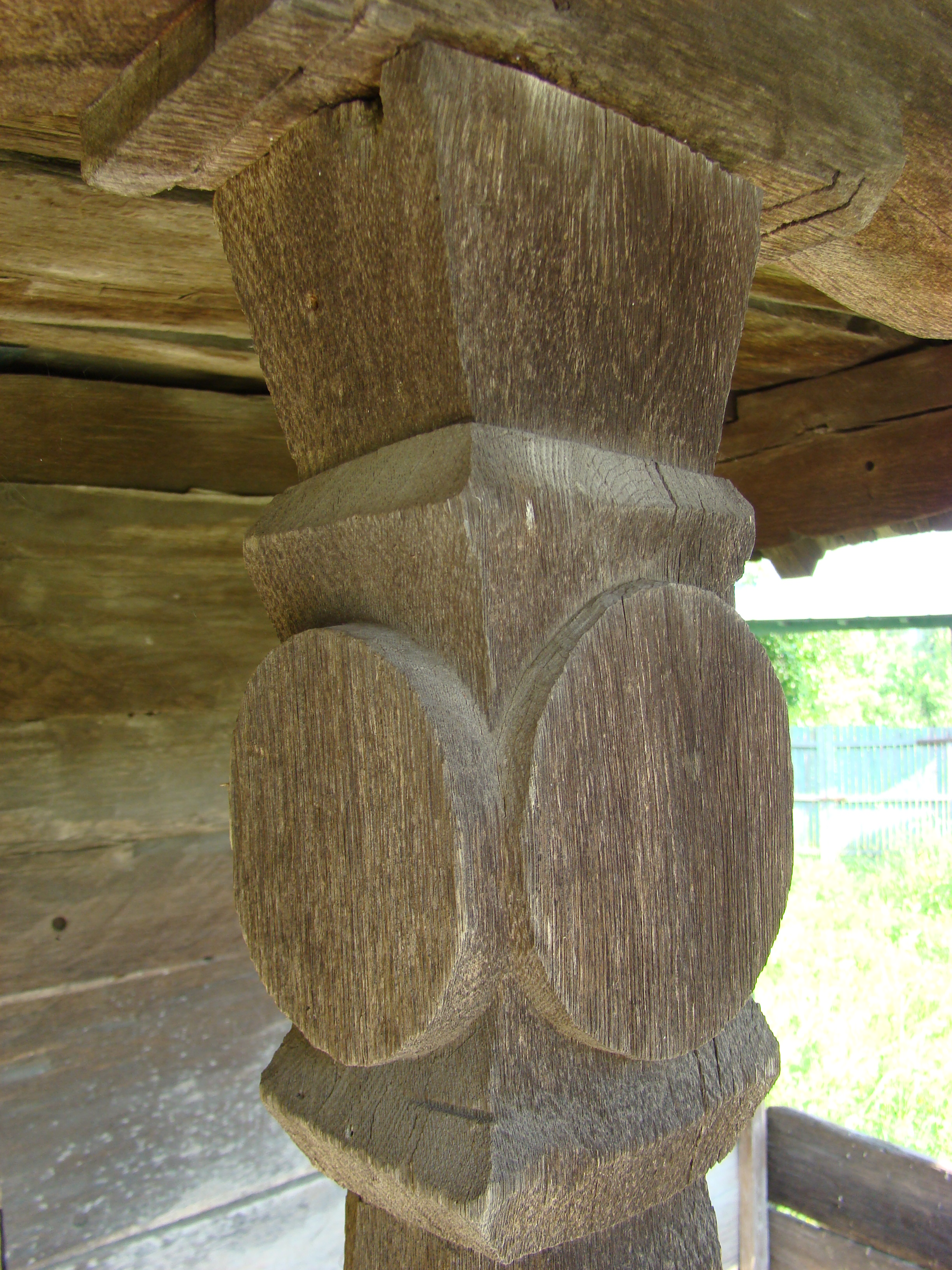
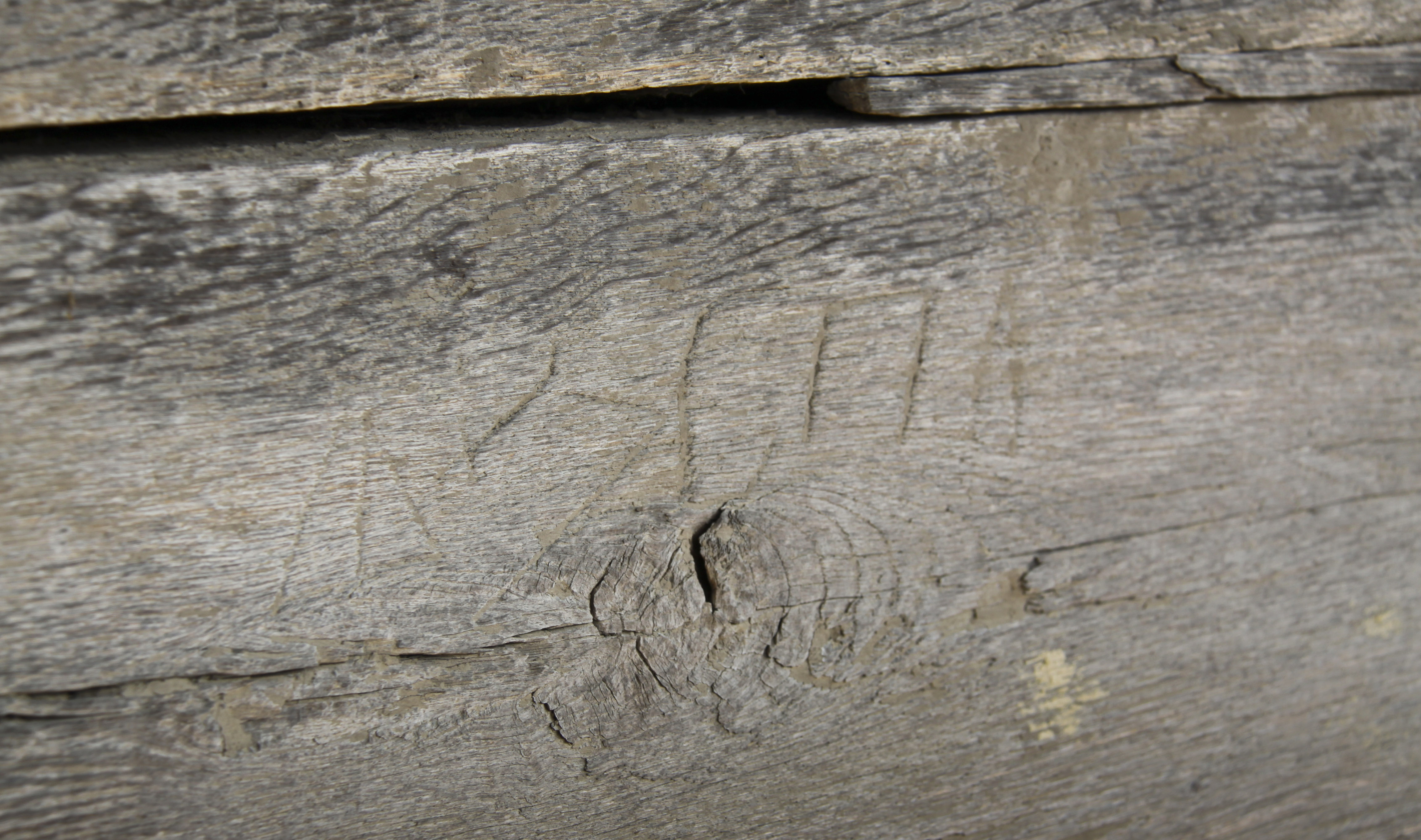
7284
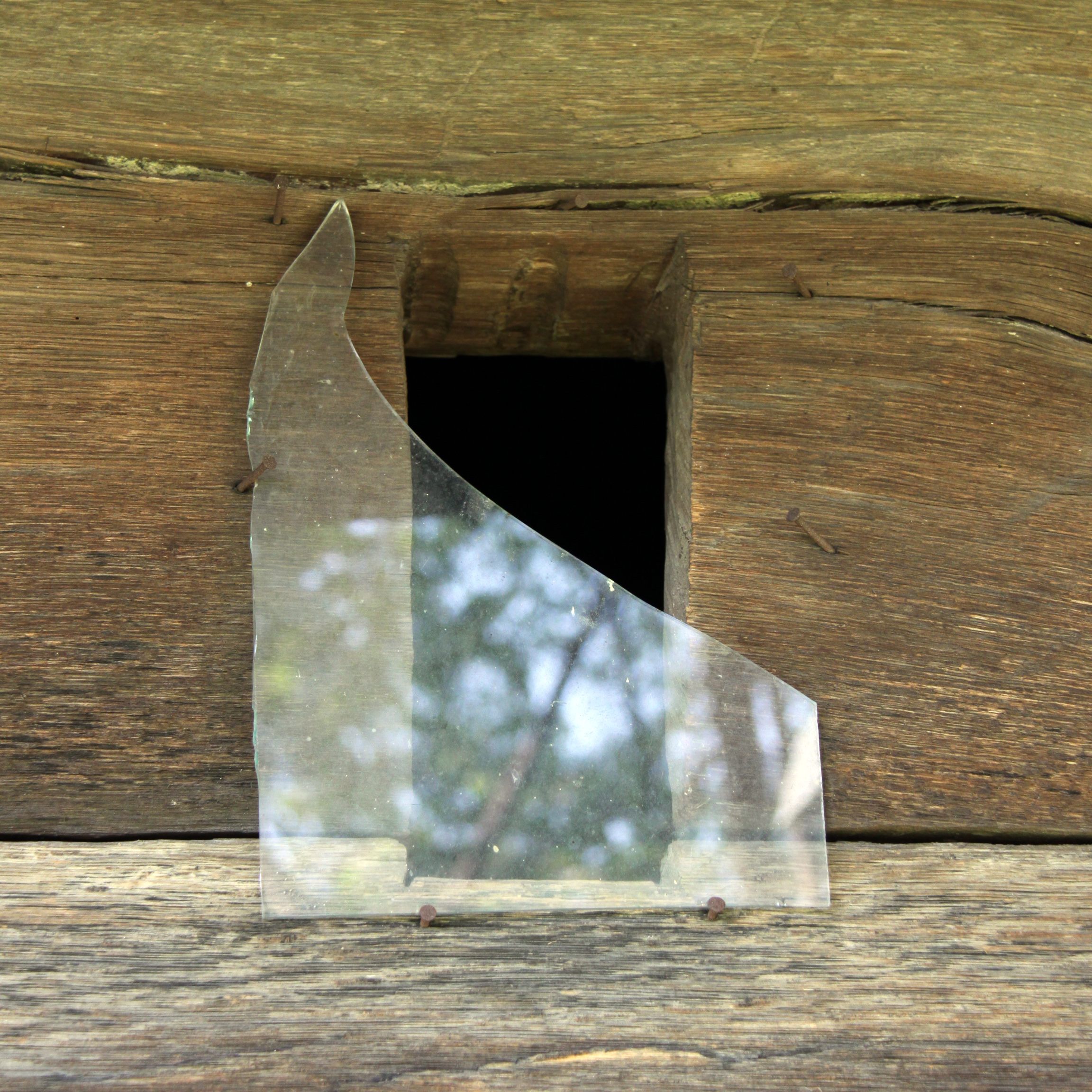
fereastră
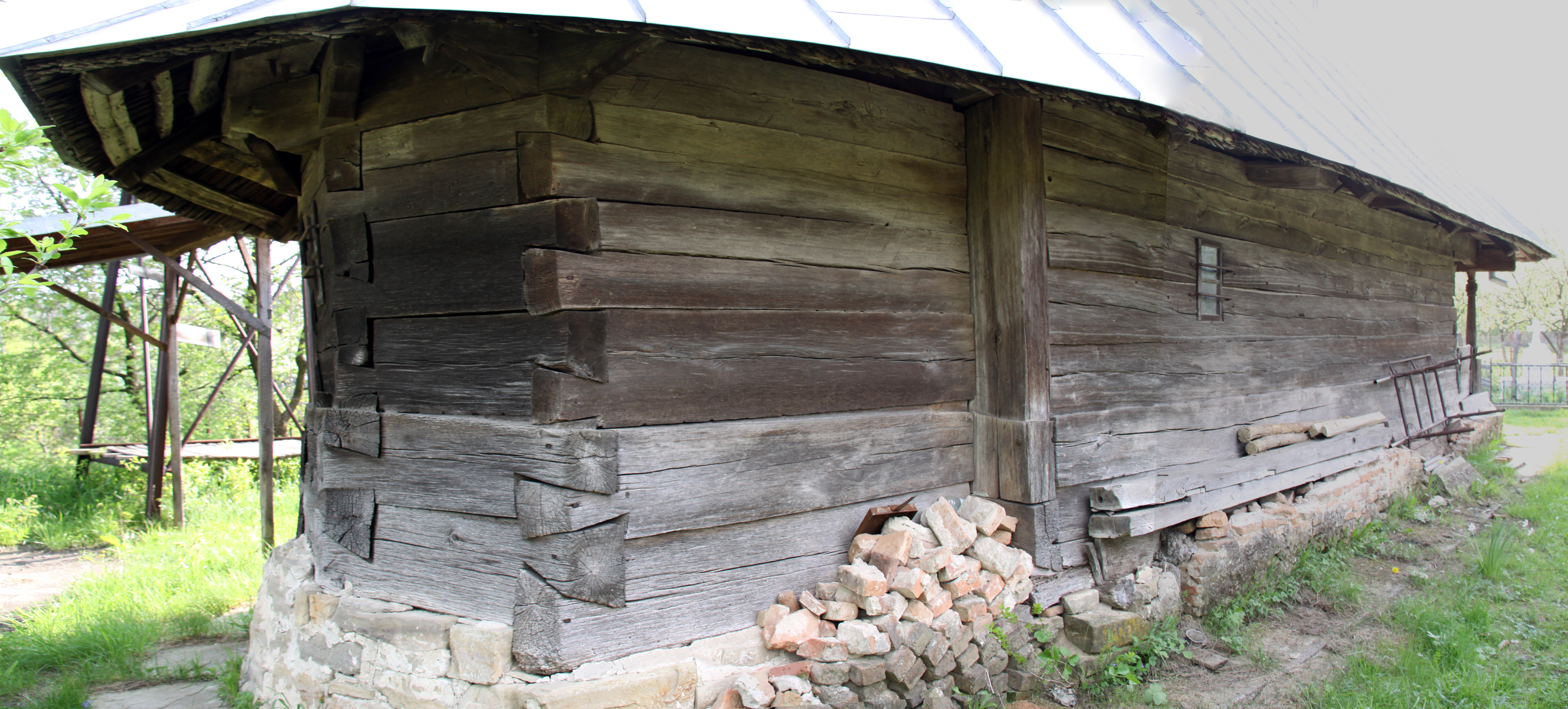
butea nord-est
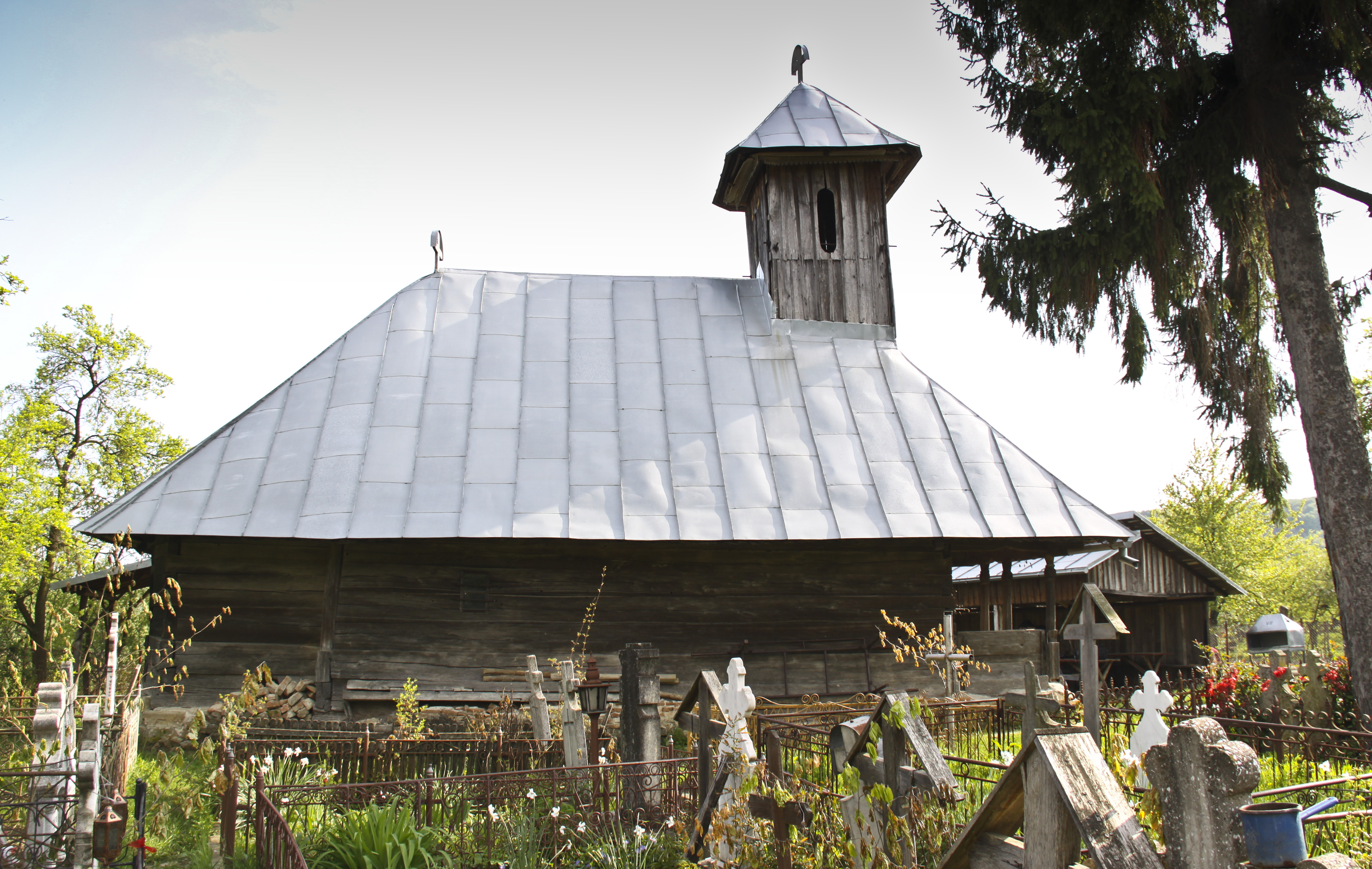
nord

## Imagini interioare

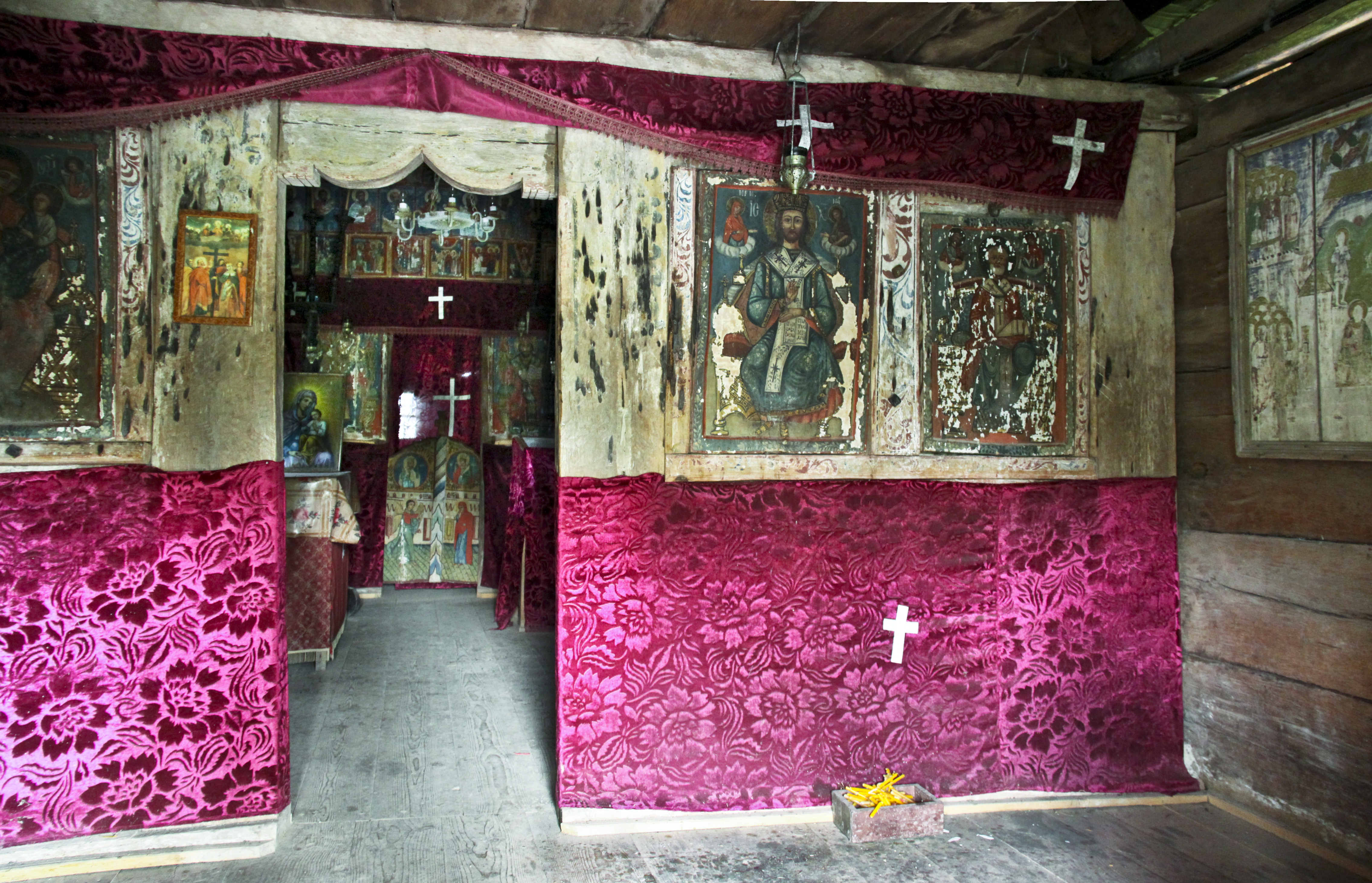
pronaos
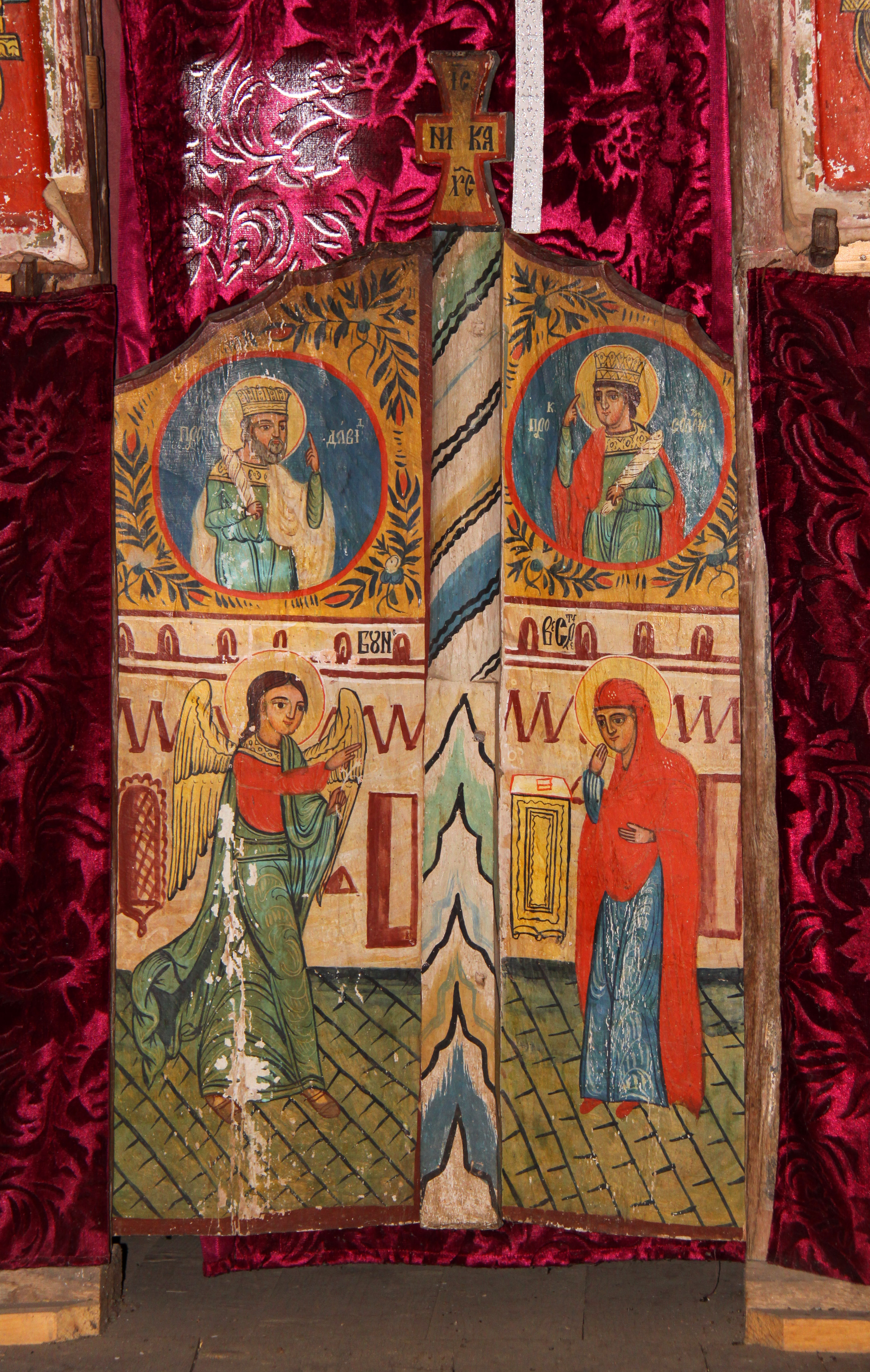
uşile împărăteşti
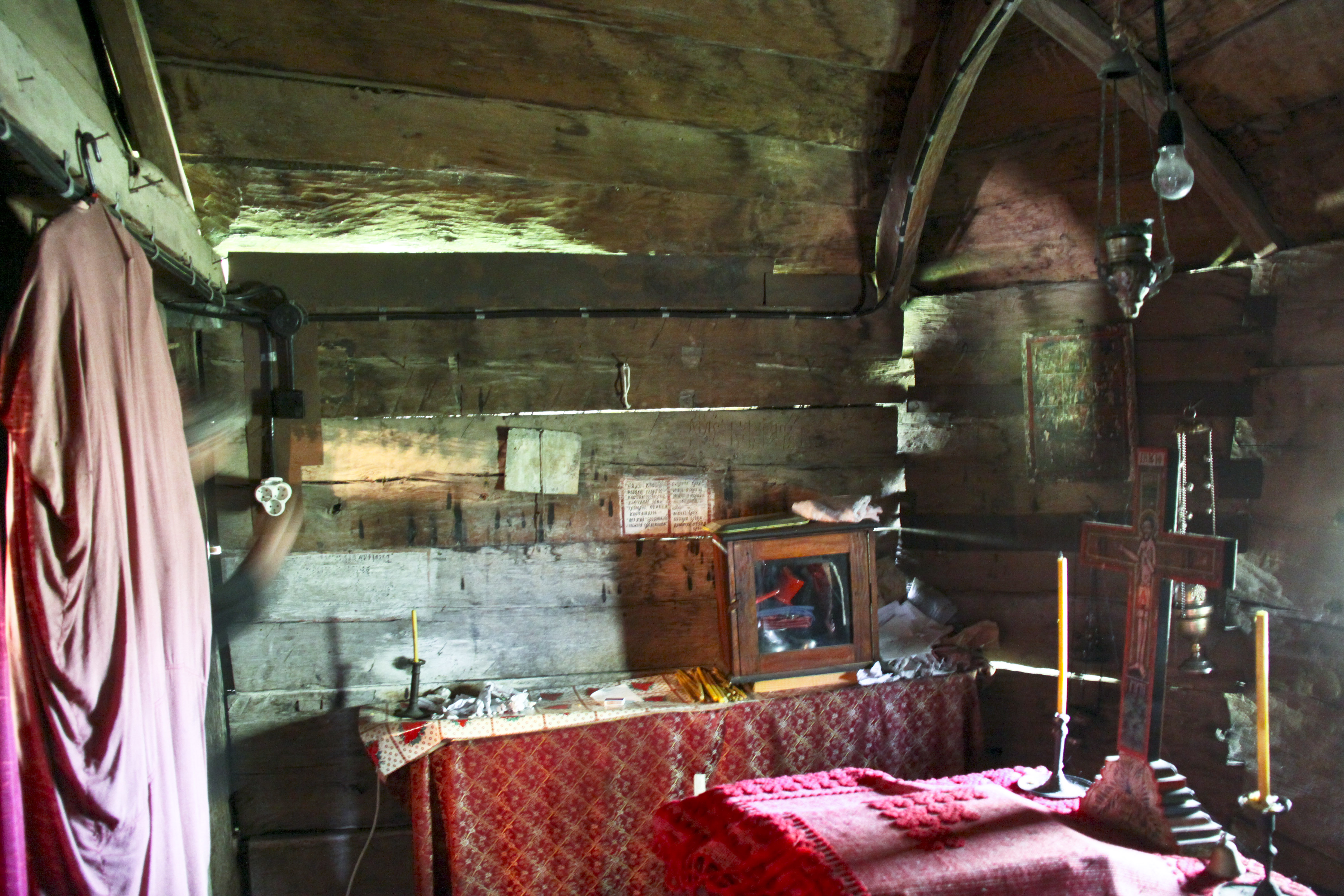
în altar
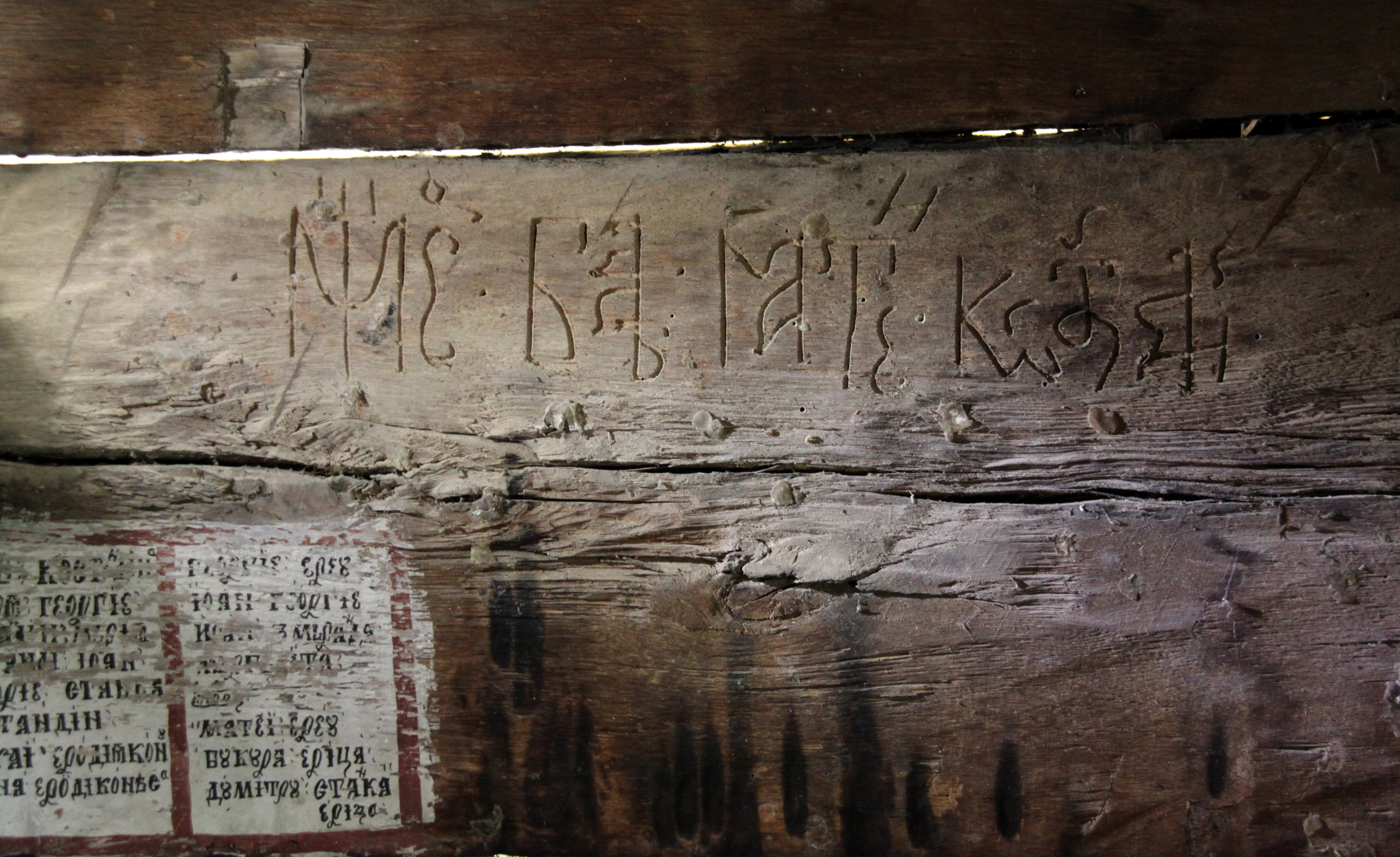
semnăturile meşterilor
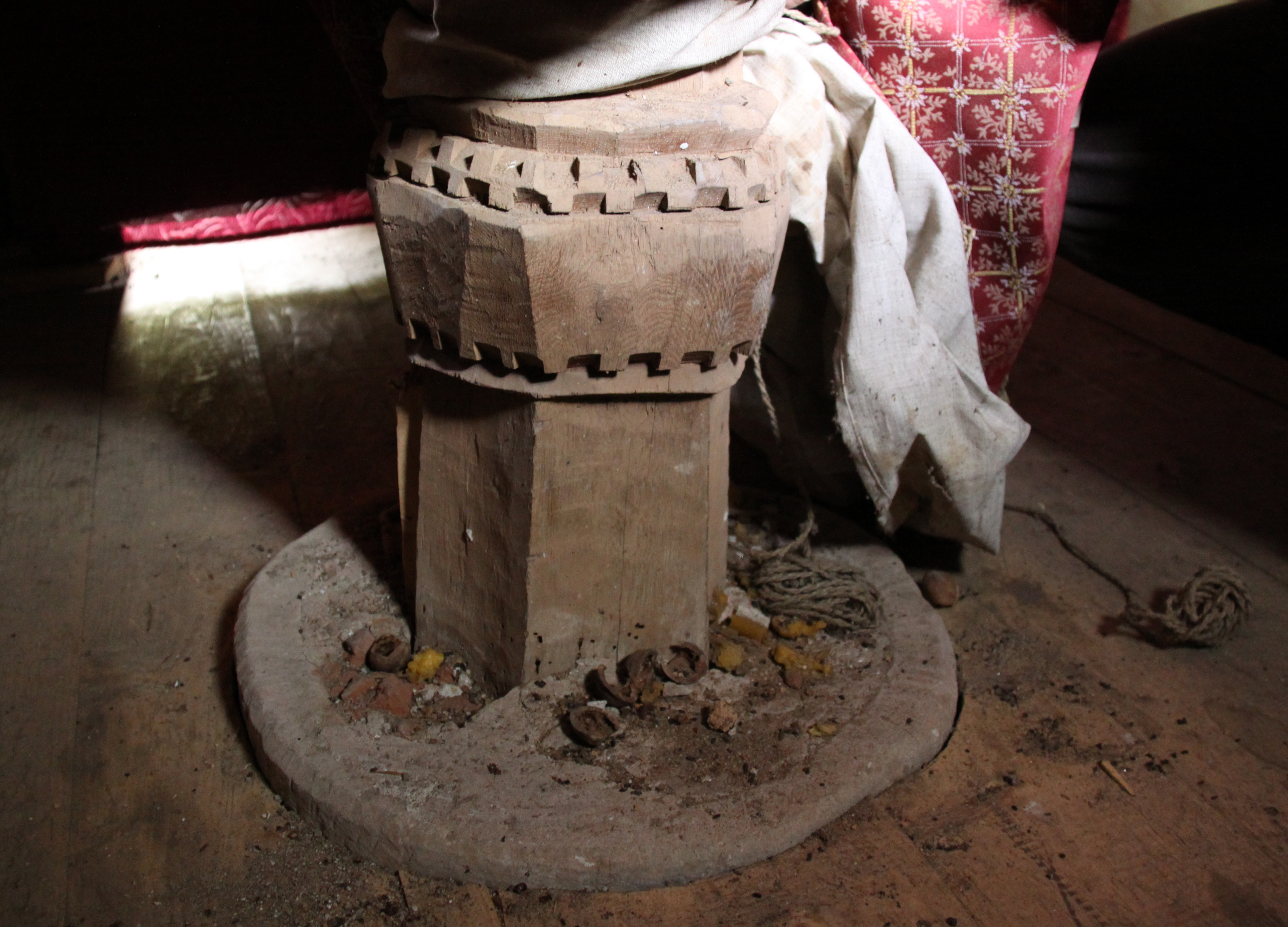
piciorul mesei de altar